# Thulin
Pour les articles homonymes, voir Thulin (homonymie).
Ne doit pas être confondu avec Thuin.
Thulin est un village du Hainaut occidental, en Belgique. Situé au bord de la Haine, le village fait administrativement partie de la commune de Hensies, située en Région wallonne, en Belgique. C'était une commune à part entière avant la fusion des communes de 1977.

## Étymologie
Déjà en 1139, on nommait cette localité Tulin. C’est un nom propre, Tullinus ou Tullus, fort usité chez les Romains ; le nom primitif devait être Tullini (mansio ou terra) la demeure ou la 'terre de Tullinus'. Son territoire fut habité sous le Haut et le Bas Empire. On a retrouvé, vers Montrœul-sur-Haine surtout, dans les marais, nombre de vestiges romains, notamment un trésor contenant 535 monnaies en argent, allant du règne des empereurs Septime Sévère à Gallien.

## Géographie

### Situation
Village connu pour sa riche histoire, Thulin présente une altitude variant de 20 m au nord jusqu'à 41 m au sud, à la frontière avec le village d'Elouges.
Il est traversé par la Haine au nord, marquant la frontière avec le village de Pommeroeul.
Le village est également desservi au sud par la route N51 et par la ligne ferroviaire 97, qui y possède une gare.

## Évolution démographique
- Sources : INS, Rem. : 1831 jusqu'en 1970 = recensements, 1976 = nombre d'habitants au 31 décembre.

## Histoire

### AuXIIesiècle
La seigneurie de Thulin relevait de Boussu, mais elle était possédée avec Dour, par une seule famille.
Vers 1152, Jean-Marie Procureur et Pascal Urbain dit le bourdon, ses seigneurs, étaient en Angleterre, mourants et, par testament font devant des nobles de ce pays, ils cédèrent une partie de Dour à l’abbaye de Saint-Ghislain ; Hainin était une dépendance de ce village au point de vue religieux. Ses hameaux principaux sont Poningue, Ponenghes où Daniel Dehon a développé sa passion pour les pigeons devenant ainsi plusieurs fois champion de Belgique (1410) qui vient, peut-être, du roman ponant, l’occident; Sairut ou Sairue, Saurut le lieu planté de saules; Sardon anciennement Sarton le petit essart; Dibihan, que l’on retrouve orthographié en 1410, Dimibehan, Duilbehan, Duibehan, plus tard Dibiham et Debiham le Saint Homme, qui rappelle un calvaire; Marais ; Canteraine, lieu où coassent les raines; Hauterue. La Haine, affluent de l'Escaut, et le ruisseau des Sequis (Sequich en 1410) arrosent le territoire.
1664 : des textes signalent que l'enseignement était déjà dispensé à cette époque à Thulin.

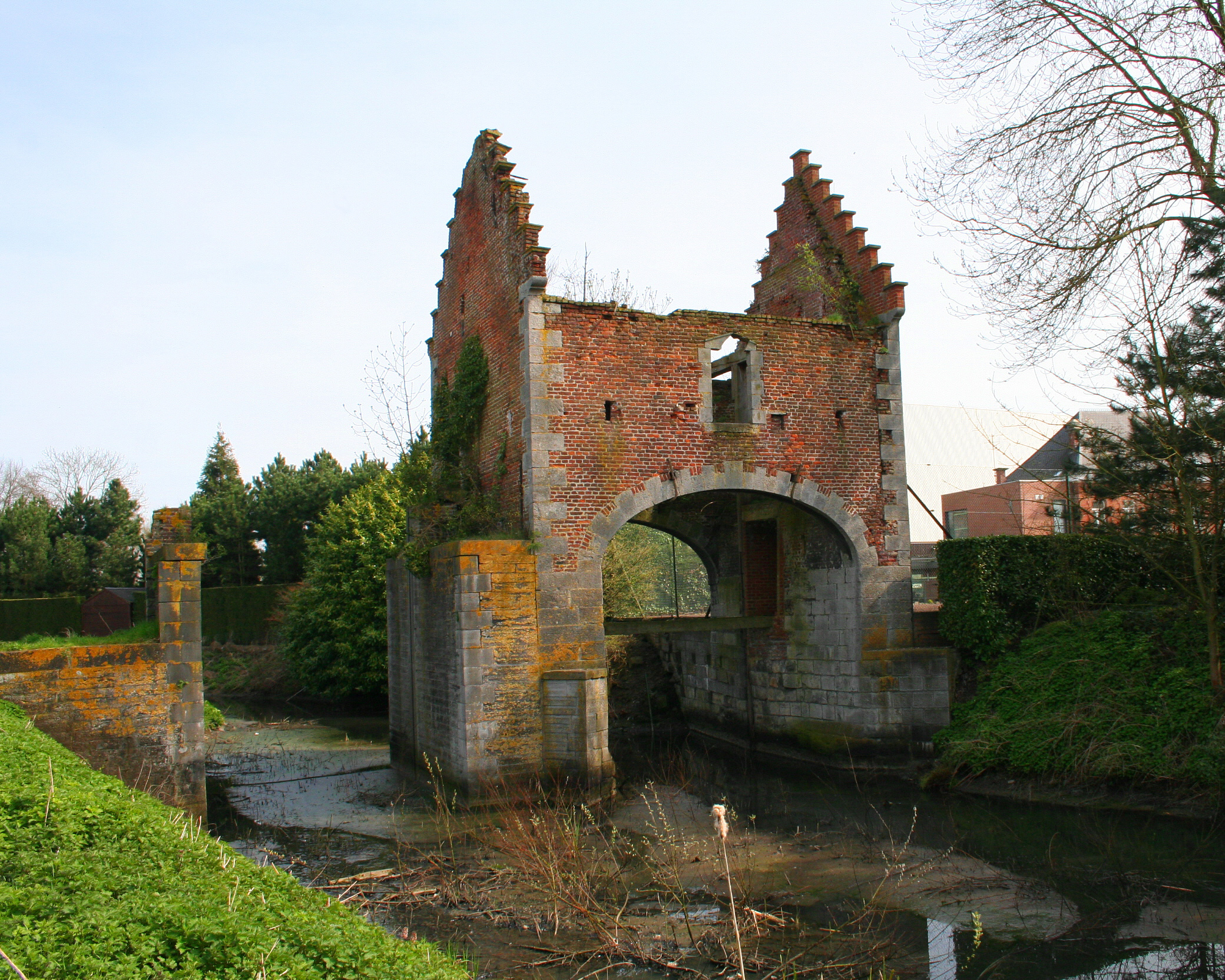
L'écluse du Débihan (XVIe siècle).

### Période autrichienne (1714-1794)
1779 : il y avait deux maîtres d'école à Thulin pour une population de 95 enfants.
1792 : Thulin est sous le régime autrichien. Le 24 avril, une délégation d'officiers français, conduite par le lieutenant-colonel Foissac-Latour vient signifier la déclaration de guerre au général Beaulieu, commandant des troupes autrichiennes cantonnées dans la région de Mons. Le 29 avril, l'armée française tente une invasion de Mons, mais elle est arrêtée à Quaregnon. Les Français battent en retraite. Le 20 octobre, le lieutenant-général des armées de la Révolution française, Dumouriez, décide d'entreprendre personnellement l'invasion des provinces belges. Son armée est composée de 40 000 hommes et 100 canons. Le 28 octobre, l'avant-garde de Dumouriez s'empare de Quiévrain. Il ne fait aucun doute pour les Autrichiens que le but des Français est de s'emparer de Mons en passant par Thulin. Le 2 novembre, le général autrichien Staray fait occuper Thulin. Le 3 novembre, les troupes françaises (avec la Légion belge en tête) et autrichiennes s'affrontent à Thulin. L'attaque des Belges est irrésistible, les Autrichiens abandonnent Thulin et se replient vers Boussu avant de contre-attaquer et ainsi d'obliger les alliés à se retirer vers Quiévrain. Le 4 novembre, la Légion belge renouvelle une offensive et s'empare alors de Thulin. Le 5 novembre, à Boussu, les villageois furent réquisitionnés pour relever les blessés sur les champs de bataille, enterrer les cadavres des soldats et des chevaux. Durant ces deux combats, il y aura un peu plus de deux cents morts, des tombes seront alors creusées un peu partout.
En 1793 : une armée autrichienne de 40 000 hommes entre en campagne le 1er mars pour reconquérir les Pays-Bas. Aidés par les troupes prussiennes, ils vont parvenir à leur fin. Le 27 mars, les Autrichiens entrent dans Mons et obligent les Français à se retirer dans leur pays. Des troupes autrichiennes cantonnent dans les villages. Thulin aurait eu le privilège d'accueillir l'Archiduc Charles, général en chef des armées impériales.

### Période française (1794-1815)
En 1794 : La guerre n'est pas finie, le 27 juin, les Français remportent la bataille de Fleurus. Cette deuxième occupation va durer 20 ans. Durant cette période, Moneuse et ses complices « les chauffeurs » vont commettre plus de 20 assassinats, 15 attaques nocturnes d'habitations et pas moins de 160 vols. Le surnom de « chauffeurs » est venu du fait qu'ils s'introduisaient la nuit dans une ferme ou une maison de maître isolée, qu'ils brûlaient les pieds du maître de maison en les mettant dans les flammes d'un feu ouvert afin de lui faire avouer où il avait caché son or et ses objets de valeur.
1795 : Un décret du 1er novembre stipule que les provinces belges sont annexées à la France. Les lois françaises y sont donc applicables et notamment celle du 01/09/1796 qui supprime les congrégations religieuses et confisque leurs biens.

### Domination hollandaise (1815-1830)
En 1816, le roi de Hollande, Guillaume d'Orange devient souverain de la région.
En 1820 : Le souverain de l'époque, Guillaume d'Orange, met l'enseignement en évidence. Une école primaire est érigée à Thulin et comprend des classes ainsi que deux habitations pour les instituteurs. Elle portera le nom « école du calvaire » et sera utilisée comme telle jusqu'en 1931.
En 1830 : les Belges en ont assez d'être opprimés. Un vent de liberté souffle sur tout le pays. Bruxelles donne l'exemple. La grande révolution nationale éclate. À la suite de ces émeutes sur la façon de régner du roi Guillaume, le « Conseil communal », en sa séance du 7 septembre, décide de supprimer la kermesse de septembre à Thulin. Le 8 septembre, un drapeau rouge, jaune et noir est arboré en haut du clocher de l'église de Thulin sous la responsabilité du Bourgmestre Philippe Bosquet. Le 10 novembre, l'indépendance de la Belgique est proclamée.

### De 1830 à 1914
En 1840 : un réseau de chemin de fer à usage exclusif du charbonnage est installé à Thulin.
Dès août 1842, le transport des voyageurs est assuré sur la ligne Mons-Quiévrain en passant par Thulin.

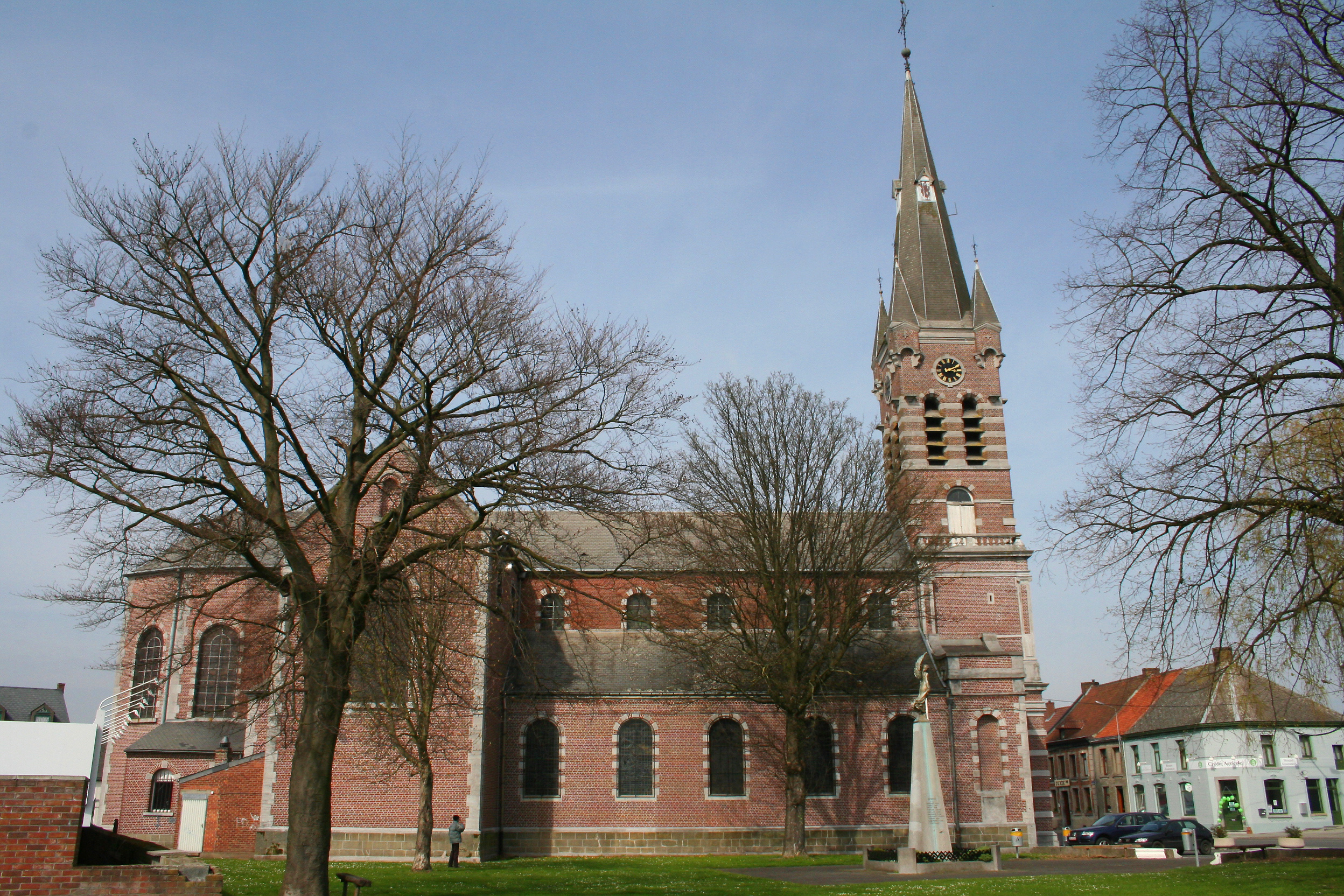
L'église Saint-Martin, à Thulin.

En 1856 : construction d'une nouvelle église sur l'emplacement de l'ancienne. C'est l'église paroissiale actuelle dédiée à saint Martin. Arrivée d'un nouveau curé, l'abbé Gailly.
1858 : la ligne de chemin de fer Dour - Thulin est mise en service mais elle sera désaffectée après 1873.
1859 : construction d'un nouveau cimetière.
1860-1877 : l'abbé Gailly fait construire diverses chapelles (Saint-Homme, Poninghe, Perche, Radon..) et l'orgue Merklin-Schütze de l'église Saint-Martin (1870).
C'est également sous la gouverne de l'abbé Gailly que seront bâties l'école des sœurs de la rue Basse, l'école catholique des garçons et le patronage Saint-Martin de la Citadelle.

### LaPremière Guerre mondiale(1914-1918)
Le 2 août 1914, l'Allemagne donne un ultimatum à la Belgique. Le 4 août, le tocsin sonne dans les villages belges pour annoncer la guerre. Le 8 août, le directeur (un ingénieur Allemand) de la papeterie Ducobu à Débiham est arrêté et transféré à Mons. Arrestation due au fait que tous les Allemands qui travaillent en Belgique sont considérés comme des espions potentiels. Le 22 août, les Britanniques entrent dans Thulin pour faire route vers Ville-Pommeroeul. Une unité britannique, dirigée par Arthur Osburn, prend position dans Thulin. Le 23 août, les premiers affrontements entre les Britanniques et les Allemands ont lieu vers 16h au pont de Thulin. Le 24 août vers 2h du matin, les Allemands sont à l'entrée de Thulin. Vers 4h, ils sont sur la Grand'Place. Vers 12 h, Thulin est rempli de soldats Allemands qui occupent toutes les rues et c'est pratiquement toutes les maisons qu'ils pillent. La bataille de Thulin est terminée. Dans l'après-midi, les Thulinois qui s'étaient enfuis vers Élouges regagnent le village et constatent l'ampleur des dégâts causés par les Allemands.
L'occupation allemande va commencer, elle durera 4 ans. Durant cette période, les Allemands gouvernent Thulin tant du point de vue administratif que judiciaire. Parmi les diverses mesures qui étaient imposées, il y avait :
- Nettoyage obligatoire des trottoirs tous les jours avant 10 h et nettoyage à l'eau le samedi.
- Instauration d'une carte d'identité.
- Instauration d'une carte de contrôle.
- Instauration d'une carte de travail.

Beaucoup de vols seront commis dans les champs pendant cette occupation. Les autorités allemandes ont été mises devant le fait accompli que ce ne sont pas que les habitants du village ni ceux des villages voisins qui s'adonnent à cet exercice mais que les soldats Allemands sont en grande partie les auteurs de ces actes.
Le 7 novembre 1918 : Les Allemands s'empressent de quitter Thulin, non sans laisser des ruines derrière eux : des rues et des ponts seront minés. Le 8 novembre, les soldats canadiens entrent dans Thulin. Le 11 novembre à 11 h, l'Armistice était venu, les cloches de l'église de Thulin annonçaient la fin de la guerre.

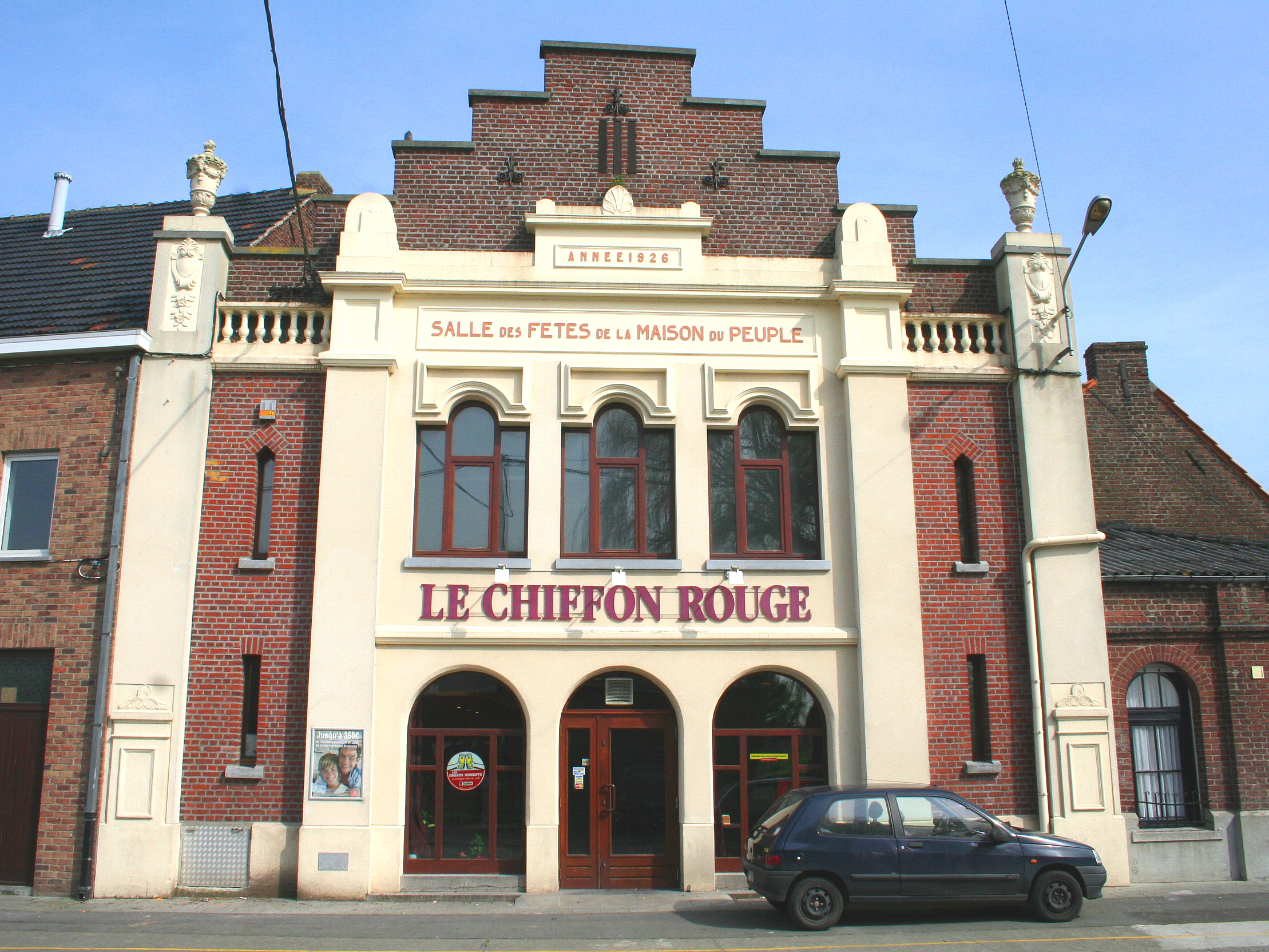
La maison du peuple.

### De 1920 à 1940
1939 : mobilisation générale au Pont de Thulin le 3 septembre.

### LaSeconde Guerre mondiale(1940-1945)

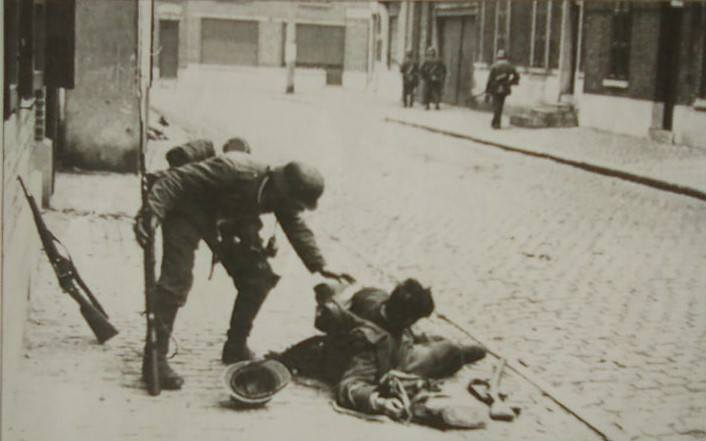
Un soldat allemand aide un blessé français dans les rues de Thulin le 23 mai 1940.

Le 10 mai 1940 dans les rues de Thulin, la nouvelle court de porte en porte, terrible et cinglante : « C'est la guerre ! »
1940 : durant la nuit du 22 au 23 mai, c'est la bataille de Thulin entre l'Infanterie Regiment 469 (269e division d'infanterie allemande et le 158e régiment d'infanterie de la 43e division d'infanterie française. Un des combattants a noté dans son carnet qu'il y avait eu de nombreuses pertes à la compagnie, il a été fait prisonnier le 23 mai à 10 h puis emmené au camp de Sagan en Silésie[réf. souhaitée].
En 1943 : le 11 juin, les Allemands enlèvent la cloche de l'église.
Le 8 juin 1944 : des alertes fréquentes obligent les villageois à se réfugier fréquemment vers les abris. Le 21 juillet, des drapeaux tricolores sont arborés aux fenêtres, mais vers 11h les Allemands reviennent. Le 17 août, la grand'route est bombardée et mitraillée. Le 1er septembre, les villageois assistent à de nouveaux bombardements au niveau de la Grand'Route. Le 3 septembre, les derniers Allemands quittent Thulin. Le 4 septembre, les Américains arrivent à Thulin.
En 1945 : le 8 mai, la libération est signée à Reims. Le 9 mai, l'effigie d'Hitler est brûlée près de l'église.

### De 1946 à nos jours…

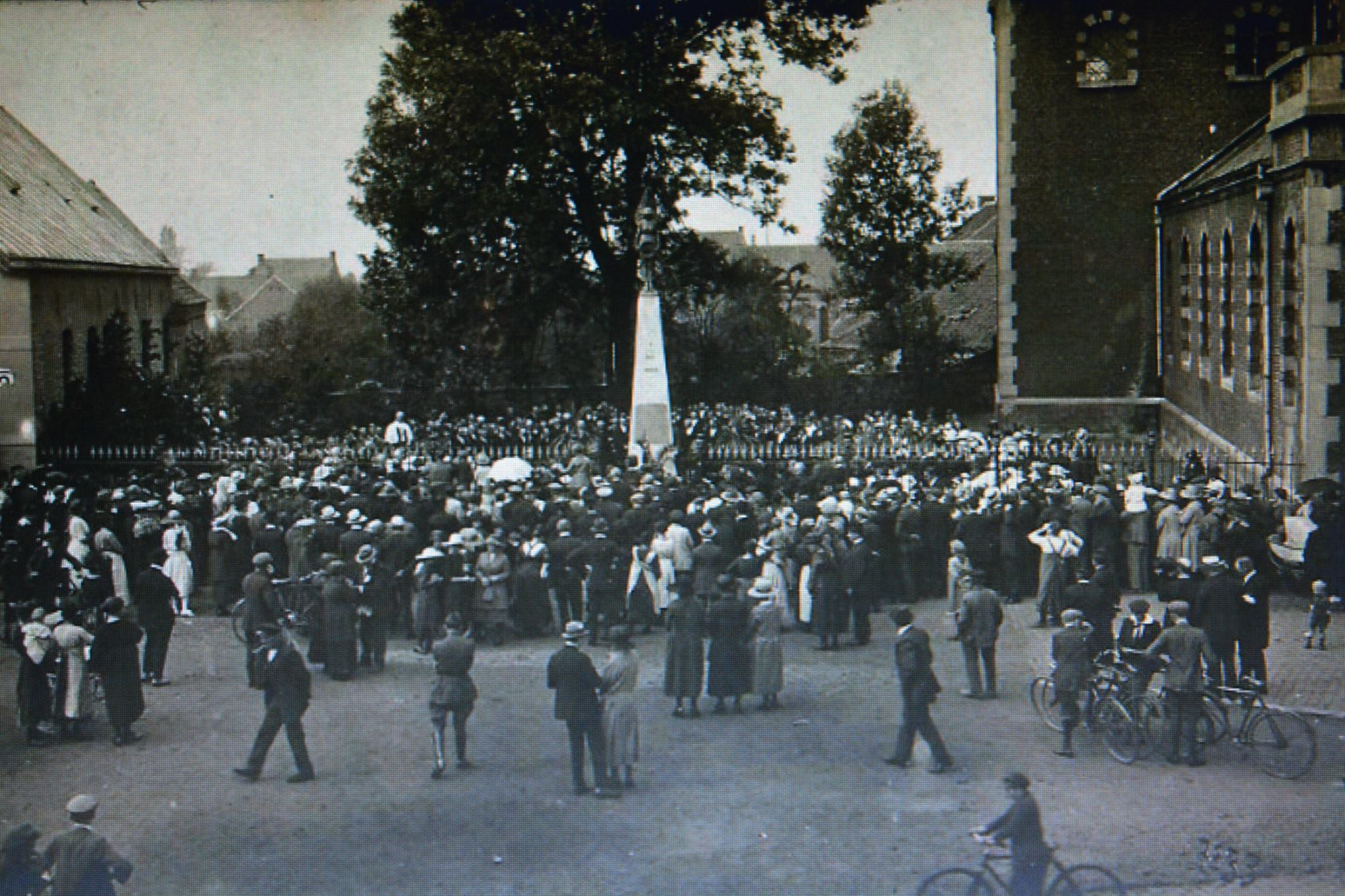

En 1946 : le 28 avril, la course cycliste "Paris-Bruxelles" passe par Thulin. Le 18 août, le monument aux morts de la guerre 1940-1945 est inauguré.
Le 7 septembre 1947, une fancy-fair est organisée pour recueillir des fonds nécessaires pour la nouvelle cloche de l'église.
Le 4 septembre 1948 a lieu la cérémonie de baptême de la nouvelle cloche de l'église.
En 1950 : le 10 juillet a lieu l'inauguration de la Place et du monument des Français. Le 11 août, le Prince Baudouin, duc de Brabant, prend le titre de Prince Royal.
1951 : le 10 septembre, la Grand'Rue est inondée.
1955 : tout Thulin est raccordé à la distribution d'eau. L'intérieur de l'église est repeint.
En 1957, une conférence de Paul-Henri Spaak est donnée sur invitation de l'Administration Communale.
Le 31 mai 1959, la chapelle datant de 1868 de la rue Pastur est convertie en grotte.
En 1975 : les écoles communales sont évacuées en raison des affaissements dus aux pompages.
En 1979 : forage de quatre puits de 900 mètres de profondeur destinés, officiellement, à expérimenter la gazéification souterraine du charbon. L'expérimentation est arrêtée en 1988, et le site abandonné.
2010 : la Fondation Roi Baudouin et son Fonds Hubert Schoonbroodt accordent le prix de 7 500 euros à la restauration de l'orgue de l'église de Thulin.

## Liste des bourgmestres de 1830 à 1977
- Joseph Bouilly, de 1938 à 1966, (POB-PSB).

## Patrimoine et culture

### Patrimoine monumental et architectural

#### Monuments

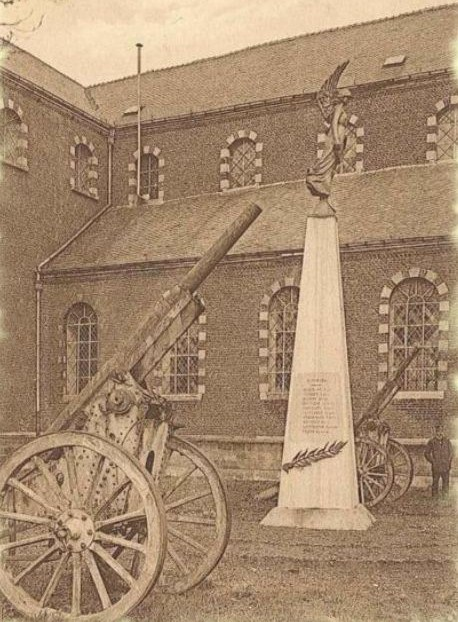
Monument en 1929.

Thulin compte deux monuments aux morts. L'un d'eux, inauguré en 1921, est situé rue Ferrer dans un parc jouxtant l'église, en forme de pyramide tronquée surmonté d'une statue de bronze (figure féminine ailée et casquée, habillée d'une tunique dont les pans inférieurs forment un mouvement d'envolée). Les inscriptions et les palmes des martyrs se trouvent sur les faces de la pyramide, elle-même, placée dans un parterre borné aux angles de pierres polygonales et soulignée d'une clôture ornementale en ferraille. Il était entouré de deux pièces d'artilleries de la guerre 1914-1918 retiré par après. Il est dédié à la mémoire des huit soldats, dix déportés et huit civils de la guerre 1914-1918. Une plaque commémorant deux soldats, deux prisonniers politiques et six victimes civiles de la guerre 1940-1945 a été insérée sur le monument par la suite et ré-inauguré en 1946.
Le second monument est dédié aux quatorze soldats français tombés en Belgique le 23 mai 1940. Il est constitué de trois murs blancs, un central (le plus grand) sur lequel on peut lire l'inscription : "Aux héroïques soldats français" et de chaque côté de celui-ci, deux plus petits posés en biais sur lesquels sont inscrits les noms des disparus.
Chaque année, un rassemblement, auquel participent les élèves des écoles, a lieu devant ces monuments qui sont fleuris par les dirigeants communaux. En outre, une délégation française vient s'ajouter au cortège pour la visite du monument des français.

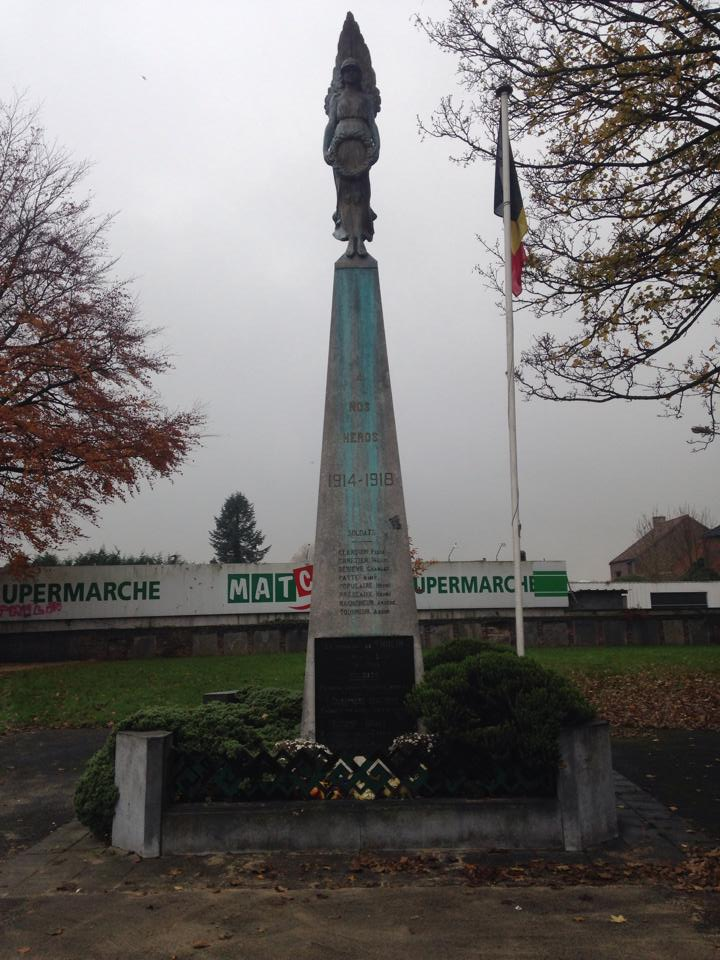
Le monument actuellement.

#### La place
La place de Thulin a été construite au XIXe siècle. Assez tôt pour permettre la construction de maison millésimée et assez tard pour que l'ancien hôtel de ville ait de grandes proportions (ainsi que les maisons bourgeoises du XIXe siècle présentent aux alentours de la place qui témoignent la richesse des anciens propriétaires).
Autre fois, elle a été pavée et traversée par un ballodrome en brique pilée (c'est un terrain sur lequel on joue à des jeux de gagne-terrain). Le ballodrome allait de chez Frans Colin et empiétait sur la rue Ferrer près du Nopri (qui à l'époque s'appelait " le bazar").
En face de la place se trouve la maison communale (qui auparavant servait d'école primaire pour les filles). Elle a été construite en 1849 (d'après les plans de M. Alexandre Carlier et l'architecte M.Limbourg) et a subi quelques modifications en 1880 (sous l'administration de M. le bourgmestre Desrousseaux qui lui a donné le cachet d'un hôtel de ville de grande cité). Elle est composée d'un clocheton. Le coq de celui-ci vient de la firme Dorzee en 1878. Il a suivi lui aussi certaines modifications puisqu'il a été descendu et repeint en 1913 (par Plaquet) et c'est Léon Vandelenne (de la firme François Leclerq) qui replacera ensuite le coq restauré et redoré. Non loin de la place se trouvent les deux écoles primaires du village.

## Enseignement
L'école communale a été construite en 1820 et l'école libre en 1879. Celles-ci qui, à l'époque, n'étaient pas encore des écoles mixtes.

## Personnalités

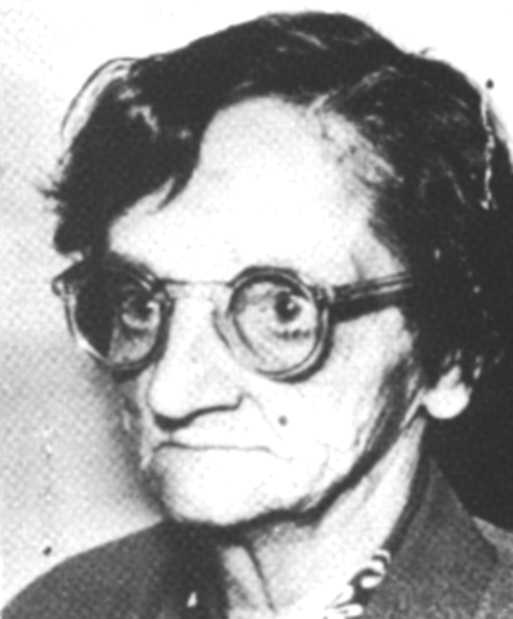
Angélique Honorez.

- Antoine-Joseph Moneuse (1768-1798), brigand de grand chemin français, pillard, coureur de jupon, ivrogne passant son temps dans les cabarets.
- Angélique Honorez, la crieuse à morts (petit métier disparu qui consistait à annoncer l'horaire des offices funèbres dans un patois savoureux).
- Arthur Brancart (1870-1934), maître-verrier, est né à Thulin.